# Сан-Сальвадор (приток Лоа)
Сан-Сальвадор (исп. Río San Salvador) — река на севере Чили в области Антофагаста. Правый приток реки Лоа. Площадь водосборного бассейна — 619 км². Средний расход воды — 0,6 м³/с.

## Описание
Река Сан-Сальвадор начинается в месте слияния нескольких сухих русел, проходящих через узкие горные проходы. Истоки русел находятся в высохшем солёном озере в пампасах в нескольких километрах к западу от города Калама.
Через 25 км река Сан-Сальвадор проходит через узкий горный проход, называемый «Глаза Опаче», склоны которого образованы отложениями известняка. Речной сток в данном месте значительно увеличивается, поэтому его рассматривают как истинный исток реки. В этом месте раньше располагалась небольшая гидроэлектростанция.
Река Сан-Сальвадор на протяжении 56 км течёт параллельно реке Лоа и впадает в неё.

## Геология
Река прорезает миоцен-голоценовые аллювиальные отложения и плиоцен-голоценовые эвапоритные наслоения.

## Физико-химические характеристики
По данным исследования, проведённого в 2000 году, показатель общей минерализации воды в верховье (2250 м над уровнем моря) реки Сан-Сальвадор составил 4,09 г/л, а в низовье (1160 м) — 5,95 г/л, окислительно-восстановительный потенциал соответственно равен 0,39 и 0,47 В, а водородный показатель — 8,2 и 7,9.